# 御所川原
‘御所川原’（ごしょがわら）は、青森県五所川原市のみで栽培されている、リンゴ（セイヨウリンゴ）の栽培品種の一つである。果実は小型、果肉は特に周縁部が赤くなり（図1）、酸味が多い。ジュースやジャムなどに利用されている。‘御所川原’と、これを品種親とした‘栄紅’、‘レッドキュー’はいずれも果肉が赤くなるリンゴであり、まとめて「赤～いりんご」として五所川原市の特産ブランド化されている。

## 特徴
一般にリンゴの花は白色だが、‘御所川原’の花は紅色であり、若葉や枝も赤みを帯びている。自家結実率が比較的高い。中生種であり、収穫期は9月下旬。
果実は小型で重さ150–200グラムほどであり、長円錐形、果柄は長い。果皮の地色は黄色、赤色に色づく。果肉の特に周縁部に、アントシアニンが蓄積して赤くなる。果肉は粗で硬く、甘味もあるが、酸味が強く、渋味もある。貯蔵性は比較的良い。

## 起源
梅沢村（現 五所川原市梅田）村長を務めた育種家である前田顕三が、1939年（昭和14年）から20数年をかけて果肉が赤いリンゴを複数系統作出したが、種苗登録する前に亡くなった。孫の前田榮司がこれを引き継ぎ、さらに青森県五所川原市が3系統を譲り受け、そのうち1つから選抜を行い、特徴が安定していることを確認し、1993年（平成5年）に種苗法に基づく品種登録を出願、1996年（平成8年）に‘御所川原’として登録された（第5077号）。‘御所川原’は、五所川原市域以外で育成することは禁じられている。2016年以降、苗木の育成・管理は、株式会社アグリコミュニケーションズ津軽に委託されている。

## 利用
‘御所川原’の果実は、強い酸味があることから加工用とされ、ジュース、ワイン、ジャム、洋菓子、花茶等が商品化されている。五所川原商工会議所では、‘御所川原’など五所川原市特産の果肉が赤いリンゴ品種を「赤～いりんご」として全国ブランド展開を図っており、中小企業庁の平成20年度「地域資源∞全国展開プロジェクト（小規模事業者新事業全国展開支援事業）」に採択された。健康食品、化粧水などの美容関連商品、赤いシードルなどの商品化を支援している。
五所川原市一ツ谷地区には、水路沿いの約1キロメートルに渡って約300本の‘御所川原’が植えられており、「赤〜いりんごの並木道」として観光名所になっている。

## 派生品種
青森県五所川原市において、‘御所川原’を種子親、‘王林’を花粉親とした交配が行われ、実生から選抜育成されたものが‘栄紅’（えいこう）として2016年に品種登録された。‘栄紅’の果実は大きさ150–220グラム、果肉が赤く、さっぱりした甘さと、‘王林’のような芳香がある。晩生性であり、収穫期は10月下旬から11月上旬。
また、同じく五所川原市において‘御所川原’を種子親、‘金星’を花粉親とした交配が行われ、実生から選抜育成されたものが‘レッドキュー’として2018年に品種登録された。収穫期が9月上旬から中旬の早生性であり、収穫直後の特有の渋みが少ない点で‘御所川原’と異なる。